# Nitrica
Nitrica ist eine Gemeinde im Okres Prievidza (Trenčiansky kraj) im Westen der Slowakei, mit 1151 Einwohnern (Stand 31. Dezember 2024).

## Geographie
Die Gemeinde liegt im am südwestlichen Zipfel des Talkessels Hornonitrianska kotlina (deutsch Oberneutraer Talkessel) am linken Ufer des Flusses Nitrica auf der Höhe von 245 m n.m. Das Ortszentrum ist 18 Kilometer von Prievidza entfernt.

## Geschichte
Die heutige Gemeinde Nitrica entstand 1960, als sich die Orte Dvorníky nad Nitricou (bis 1931 „Dvorníky“, ungarisch Bélaudvarnok) und Račice (Rákosvölgy) zusammenschlossen, beide ehemaligen Orte sind heute Gemeindeteile.
Der Ort Račice wurde zum ersten Mal 1113 als Radscis erwähnt, Dvorníky hingegen erst 1249 als Vduornunk. Durch die geographische Nähe teilten sich beide Orte seinen Schicksal: sie gehörten seit dem späten Mittelalter dem Herrschaftsgut von Skačany, seit 1777 dann zum Neutraer Kapitel. In beiden Orten war Landwirtschaft die Hauptbeschäftigung, daneben in kleineren Maßen auch Weinbau und Safranhandel.

## Bevölkerung
| Jahr                | 1994 | 2004    | 2014    | 2024    |
| ------------------- | ---- | ------- | ------- | ------- |
| Anzahl der Personen | 1219 | 1260    | 1223    | 1151    |
| Unterschied         |      | +3,36 % | −2,93 % | −5,88 % |

| Jahr                | 2023 | 2024    |
| ------------------- | ---- | ------- |
| Anzahl der Personen | 1166 | 1151    |
| Unterschied         |      | −1,28 % |